# Arthroschista
Arthroschista is een geslacht van vlinders uit de familie van de grasmotten (Crambidae), uit de onderfamilie van de Spilomelinae. De wetenschappelijke naam van dit geslacht is voor het eerst voorgesteld door George Francis Hampson in een publicatie uit 1893.

## Soorten
- Arthroschista hilaralis (Walker, 1859)
- Arthroschista tricoloralis (Pagenstecher, 1888)